# Styrian Spirit
Styrian Spirit je bila avstrijska letalska družba. Izvajala je dejavnost rednega potniškega prometa in čarterskih letov. Delovala je od 25.decembra 2002 do 24. marca 2006.

## Zgodovina
Družba je bila ustanovljena 25. decembra 2002 in je pričela z letalskimi operacijami 24. marca 2003. Z izvajanjem letalskih operacij je prenehala 24. marca 2006, ko je razglasila stečaj zaradi plačilne nesposobnosti.
Družba je imela tudi hčerinsko firmo v Sloveniji (Slovenian Spirit), ki je posledično tudi prenehala s svojo dejavnostjo zaradi stečaja matične firme. Dve od njenih letal sta bili označenimi z oznakami Slovenian Spirit in Salzburg Spirit.

## Destinacije
Družba je decembra 2005 opravljala lete do naslednjih destinacij:
 Avstrija
- Celovec - Letališče Celovec
- Dunaj - Letališče Dunaj
- Gradec - Letališče Gradec
- Salzburg - Letališče Salzburg

 Francija
- Pariz - Letališče Charles de Gaulle Pariz

 Hrvaška
- Dubrovnik - Letališče Dubrovnik

 Nemčija
- Berlin - Letališče Tegel Berlin
- Düsseldorf - Letališče Düsseldorf
- Stuttgart - Letališče Stuttgart

 Poljska
- Krakov - Letališče Janez Pavel II Krakov

 Slovenija
- Maribor - Letališče Edvarda Rusjana Maribor

 Švica
- Zürich - Letališče Zürich

 Združeno kraljestvo
- London - Letališče Luton

## Flota
Družba je opravljala svojo dejavnost s štirimi letali Canadair CRJ200.